# Omloop Het Volk 1969
L'Omloop Het Volk 1969, ventiquattresima edizione della corsa, fu disputato il 1º marzo 1969 per un percorso di 193 km. Fu vinto dal belga Roger De Vlaeminck.

## Ordine d'arrivo (Top 10)
| Pos. | Corridore             | Squadra       | Tempo |
| ---- | --------------------- | ------------- | ----- |
| 1    | Roger De Vlaeminck    | Flandria      |       |
| 2    | Daniel Van Rijckeghem | Dr. Mann      |       |
| 3    | Valere Van Sweevelt   | Faema         |       |
| 4    | Joseph Schoeters      | Peugeot       |       |
| 5    | Patrick Sercu         | Faema         |       |
| 6    | Eric Leman            | Flandria      |       |
| 7    | Cees Zoontjes         | Caballero     |       |
| 8    | Roger Rosiers         | Dr. Mann      |       |
| 9    | Jacques Guiot         | Sonolor       |       |
| 10   | Frans Verbeeck        | Geens-Diamant |       |